# Titanattus
Titanattus là một chi nhện trong họ Salticidae.